# Hans Volckmar

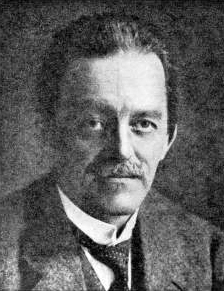
Hans Volckmar.

Hans Clausen Volckmar, född den 14 februari 1862 i Kristiansund, död den 7 oktober 1915 i Vestre Aker, var en norsk redaktör. 
Volckmar blev student 1880, candidatus medicinae 1889, varefter han samma år reste till Amerika, där han slog sig ned som läkare i Brooklyn och samtidigt skrev i amerikanska och norsk-amerikanska tidningar. År 1901 vände han tillbaka till Norge och blev läkare i Gjøvik. Denna verksamhet lämnade han för att i februari 1907 överta den redaktionella ledningen av Venstres tidning Dagbladet, partiets huvudorgan i Oslo, som han redigerade till sin död.